# Liste nationaler und internationaler hydrographischer und Hochwasserdienste
Diese Liste umfasst die nationalen hydrographischen und hydrometeorologischen Dienste, also die wasserbezogenen Dienste der Staaten, sowie deren internationale Zusammenarbeit. Mit aufgenommen sind auch einige Dienste subnationaler Teile.

## Liste nationaler Dienststellen und Warndienste
- Name … sortiert ohne Landesname
- Abk./www … Abkürzung, allfällig Name der Webseite
- Spalte 1 … sortiert nach der englischen (internationalen) Bezeichnung (ohne Landesname)
- Spalte 2 …! = reiner Nachrichten-/Warndienst;; M = auch militärischer Nachrichtendienst, N = umfassendere Behörde für Wassermanagement; S = kombiniert mit Schifffahrtsbehörde; U = kombiniert mit Umweltwarndienst; W = kombiniert mit Wetterdienst; leer = reiner hydrographischer Dienst
- gegr. … gegründet (in Klammer: heutige Form)
- Web: Der Weblink zielt auf die Nachrichtenseite des Dienstes (sortiert deutsche Angebote voran, dann englische, in Klammer: weitere Nachrichtendienste)

| Land                  | Name | Abk./www                                    | 1 | 2     | gegr.             | Sitz       | Anmerkung | Web                                          |
| --------------------- | --- | ------------------------------------------- | - | ----- | ----------------- | ---------- | --- | -------------------------------------------- |
| Bulgarien             | Национален институт по метеорология и хидрология – Департамент Хидрология/ Nationalen institut po meteorologiya i chidrologija – Departament Chidrologija (National Institute of Meteorology and Hydrology – Department of Hydrology)                                | НИМХ (NIMH) meteo.bg, hydro.bg              |   | W     | 1920er            | Sofia      | Institut der Bulgarischen Akademie der Wissenschaften (Българска академия на науките – БАН/BAS) | en meteo.bg, en Donau, en BulRIS en          |
| Deutschland           | Wasserstraßen- und Schifffahrtsverwaltung des Bundes | WSW (ELWIS)                                 |   | S     | ?                 | Mainz      | Bundesanstalt für Wasserbau, Bundesanstalt für Gewässerkunde, Bundesamt für Seeschifffahrt und Hydrographie (BSH); am BM.f. Verkehr und digitale Infrastruktur (BMVI); Landesebene: Nachrichtendienste (D) | ELWIS →Länder                                |
| Frankreich            | Service Central d'Hydrométéorologie et d'Appui à la Prévision des Inondations | SCHAPI                                      |   | !     | 2003              | Toulouse   | Hochwassermelde- und Warndienst des Ministère du Développement durable | fr                                           |
| Frankreich            | Service d'Administration Nationale des Données et Référentiels sur l'Eau | SANDRE (SIE, eaufrance.fr)                  |   | U     | 1992              | Limoges    | Hydrographisches Système d’information sur l’eau (SIE) des Office national de l'eau et des milieux aquatiques (ONEMA, Vincennes) und des Office international de l'eau (OIEAU, Paris und Limoges)          | fr (alle Dienste)                            |
| Island                | Veðurstofa Íslands (Icelandic Meteorological Office) | IMO (vedur.is)                              |   | U     | 1948 (2009)       | Reykjavík  | Umfassender Umweltdienst | en                                           |
| Italien               | Istituto Idrografico della Marina | IIM                                         |   | M     | 1872              | Genua      | Dienststelle der ital. Marine (unter dem Ministero della Difesa); Nachrichtendienst: Avvisi ai naviganti                                                                                                   | meteomar, it, Avvisi                         |
| Italien               | Istituto Superiore per la Protezione e la Ricerca Ambientale – Rete Mareografica Nazionale | ISPRA-RMN (mareografico.it)                 |   | (U)   | 1942 (2002, 2008) | Rom        | Sektion des Istituto Superiore per la Protezione e la Ricerca Ambientale (ISPRA); Dienststellen der jew. Agenzia regionale per la protezione dell’ambiente (ARPA) der Regionen                             | it (→Regionen)                               |
| Kroatien              | Državni hidrometeorološki zavod – hidrografske službe (Meteorological and hydrological service) | DHMZ (MHSC, voda.hr)                        |   | W     | 1947              | Zagreb     | Sektor za hidrologiju, Zweigstelle für die Adria in Split | Karte hr (crup.hr)                           |
| Moldau                | Serviciulu Hidrometeorologic de Stat – Direcţia Hidrologie/ Государственной Гидрометеорологическая Служба – Управление Гидрологии Gosudarstwennoj Gidrometeorologitscheskaja Sluschba – Uprawlenije Gidrologji (State Meteorological Service – Hydrology Department) | SHS DH /ГГС УГ                              |   | W     | 1944              | Chișinău   | Abteilung | en                                           |
| Österreich            | Hydrographisches Zentralbüro (Central Institute for Hydrography) | HZB (eHYD)                                  |   |       | 1893              | Wien       | Dienststelle des Bundesministerium für „Land- und Forstwirtschaft, Umwelt und Wasserwirtschaft“, (BMLFUW); Landesdienste;(A) Warndienst über die Bundes- und Landeswarnzentralen                           | eHYD (HORA, →Länder)                         |
| Polen                 | Institut für Meteorologie und Wasserwirtschaft\|Państwowa Służba Hydrologiczno-Meteorologiczna (State Hydrological and Meteorological Service) | PSHM (IMGW)                                 |   | W (N) | 1919 (1972)       | Warschau   | Dienst des Institut für Meteorologie und Wasserwirtschaft\|Instytut Meteorologii i Gospodarki Wodnej – Państwowy Instytut Badawczy (IMGW-PIB, Institute of Meteorology and Water Management)               | en                                           |
| Paraguay              | Dirección de Meteorología e Hidrología | DMH                                         |   | W     | 1928 (1990)       | Asunción   | Untersteht dem Verteidigungsministerium, mit Flugwetterdienst | es                                           |
| Rumänien              | Institutul National de Hidrologie si Gospodarire a Apelor | INHGA                                       |   | M     | 1951 (2004)       | Bukarest   | Hydrologie und Wassermanagement, untersteht der Administratia Nationala Apele Romane (Nationale Wasserverwaltung), Ministerul Mediului și Pădurilor (M.f. Umwelt und Forstwesen)                           | (RoRis en, AFDJ Donau en)                    |
| Schweiz               | Bundesamt für Umwelt – Abteilung Hydrologie; Abteilung Wasser / Office fédéral de l’environnement / Ufficio federale dell’ambiente (Federal Office of Environment)                                                                                                   | BAFU / OFEV / UFAM, (hydrodaten ↳.admin.ch) |   | M (U) | ? (1971)          | Ittigen    | Abteilungen am Amt des Eidg. Departement f. Umwelt, Verkehr, Energie und Kommunikation (UVEK); Kantonsebene: Diverse Ämter                                                                                 | de                                           |
| Schweden              | Sveriges meteorologiska och hydrologiska institut (Swedish Meteorological and Hydrological Institute) | SHMI                                        |   | W     | 1908              | Norrköping | Untersteht dem Miljö- och energidepartementet (M.f. Umwelt u. Energie) | en                                           |
| Serbien               | Hydrometeorologischer Dienst der Republik Serbien\|Републички хидрометеоролошки завод Србије Republički hidrometeorološki zavod Srbije (Republic Hydrometeorological Institute of Serbia)                                                                            | RHMS / РХМС                                 |   | W     | 1888 (2003)       | Belgrad    | Mehrere speziellere Abteilungen | en, Pegel                                    |
| Slowakei              | Slovenský vodohospodársky podnik | SVP (povodia.sk)                            |   | N     | ?                 | Bratislava | Wassermanagement, Staatsunternehmen des Slovenský hydrometeorologický ústav (SHMÚ, Hydrometeorologisches Institut)                                                                                         | sk (→de, SHMÚ sk)                            |
| Slowenien             | Urad za upravljanje z vodami; Urad za hidrologijo in stanje okolja – Agencija Republike Slovenije za okolje (Water Management Office; Hydrology and State of Environment Office – Slovenian Environment Agency)                                                      | ARSO – UUV; –                               |   | N U   | ?                 | Ljubljana  | Ämter für Wasserwirtschaft und für Hydrologie und Umwelt der Umweltagentur | en/sl, Warnungen                             |
| Tschechische Republik | Český hydrometeorologický ústav, Úsek hydrologie / Hlásné povodňové služby (Czech Hydrometeorological Institute) | ČHMÚ, ÚH / HPPS (hydro ↳.chmi.cz)           |   | W     | ?                 | Praha      | Abteilung des Tschechischen Hydrometeorologischen Instituts; 5 Flussgebietsverwaltungen (Povodí, Staatsunternehmen);integrierter Warndienst SIVS                                                           | en (Übersicht), HPPS cz, SIVS en/cz, → FG de |
| Ungarn                | Országos Vízjelző Szolgálat | OVSZ (hydro ↳info.hu, vizugy.hu)            |   | !     | 1886 (2012)       | Budapest   | Nachrichtendienst am Országos Vízügyi Főigazgatóság (OVF, Wasserdirektion) beim Belügyminisztérium (M.f. Inneres); 12 regionale Direktionen                                                                | hydroinfo Karte, vizugy (beide hu)           |
| Zypern                | Μετεωρολογική Υπηρεσία – Τμήμα Μετεωρολογίας Meteorologiki Iperesia – Tmima Meteorologias/ Meteorological Service – Department of Meteorology | MS                                          |   | H F   | ?                 | Nikosia    | Dienststelle des Ministry of Agriculture, Natural Resources and Environment (MOA, Υπουργείο Γεωργίας Φυσικών Πόρων και Περιβάλλοντος); auch hydrograph. und Flugwetterdienst                               | en (Karte)                                   |

Anhang: Listen der Dienste der Länder:
 Deutschland
Hydrographische Landesnachrichtendienste in Deutschland:
- : Hochwasser-Vorhersage-Zentrale Baden-Württemberg (HVZ) der Landesanstalt für Umwelt, Messungen und Naturschutz Baden-Württemberg (LUBW), Karlsruhe → HVZ-Pegelkarte
- : Hochwassernachrichtendienst Bayern (HND, hnd.bayern.de) am Bayerischen Landesamt für Umwelt (LfU),[42] München → Hochwassernachrichtendienst
- : Gewässerkundlicher Landesdienst (GLD) in Niedersachsen (GLD) am Niedersächsischer Landesbetrieb für Wasserwirtschaft, Küsten- und Naturschutz (NLWKN), Norden → Gewässerkundlicher Landesdienst (GLD) in Niedersachsen
- : Hochwasserinformationsdienstdienst Nordrhein-Westfalen (HID-NRW) am Landesamt für Natur, Umwelt und Verbraucherschutz Nordrhein-Westfalen (LANUV), Düsseldorf → HYGON

Österreich
Hydrographische Landesdienste in Österreich (jeweils am Amt der Landesregierung):
- Hydrographischer Dienst Burgenland (Hydro Burgenland, wasser.bgld.gv.at):  Eisenstadt; → Wasserportal Burgenland
- Hydrographischer Dienst Kärnten (wasser.ktn.gv.at):[44] gegr. 1912[45], Klagenfurt; → Hochwasserwarnservice Portal
- Hydrographischer Dienst Niederösterreich (wasser.ktn.gv.at):  St. Pölten; → Wasserstandsnachrichten – Hochwasserprognosen, Karte
- Hydrographischer Dienst Oberösterreich:  Linz; → Hydrographie, Karte
- Hydrographischer Dienst Salzburg:  Salzburg;[46] → Hydris online
- Hydrographischer Dienst Steiermark (hydrographie.steiermark.at):[47] gegr. 1912,[48] Graz; → Steiermark Online (Hochwasserzentrale)
- Hydrographischer Dienst Tirol (tirol.gv.at/hydro):[49]  Innsbruck; → Hydro Online
- Hydrographischer Dienst Vorarlberg: am Landeswasserbauamt  Bregenz; → Wasser – Online Daten

Wien hat keinen eigenen hydrographischen Dienst. Die Wiener Magistratsabteilung MA45 übernimmt aber Teilagenden in diesem Bereich.
Für die Donau als Wasserstraße gibt es die
- via donau, Österreichische Wasserstraßen-Gesellschaft mbH:[51] gegr. 2005 (ehemals 1928 als Bundesstrombauamt, dann Wasserstraßendirektion WSD), Wien; Dienst: DoRIS – Donau River Information Services → doris.bmk.gv.at

Alle zusammen – Zentralbüro, Länderdienste und Wasserstraßen-Gesellschaft – bilden den Österreichischen Hydrographischen Dienst
 Italien(im Folgenden nur die Nachbarregion der deutschsprachigen Länder)
- Hydrographisches Amt der Autonomen Provinz Bozen / Ufficio idrografico: gegr. 1996 in Bozen;[12] → Pegel, Aktuelles (de)
- Agenzia Regionale per la Protezione dell’Ambiente del Friuli Venezia Giulia (ARPA FVG):[52] gegr. 1998, Palmanova (UD); → acqua (it)

## Liste grenzübergreifender regionaler Dienste und internationaler Verbünde
Folgende Liste fokussiert auf Mitteleuropa.
gegr. … gegründet
Der Weblink zielt auf die Nachrichtenseite des Dienstes
| Region         | Name                                                             | Abk. / www                 | gegr.     | Sitz        | Anmerkung | Web                              |
| -------------- | ---------------------------------------------------------------- | -------------------------- | --------- | ----------- | --- | -------------------------------- |
| weltweit       | Navigational Text Messages                                       | NAVTEX                     |           | –           | Sicherheits- und Wetterinformationen (Maritime Safety Information), Teildienst des weltweiten Global Maritime Distress Safety System (GMDSS)                                                     | → Liste                          |
| Europa         | Meteoalarm                                                       | meteoalarm                 | 2007      | Wien AT     | Allgemeiner Unwetterdienst der EUMETNET, Netzwerk von über 40 nationalen Diensten und Assoziierte; betreut an der ZAMG                                                                           | de                               |
| Europa und USA | PegelAlarm                                                       | pegelalarm ↳.info          | 2014      | Linz        | Bosnien, Bulgarien, Deutschland, Frankreich, Irland, Italien, Kroatien, Luxemburg, Österreich, Rumänien, Schweiz, Serbien, Slowakei, Slowenien, Tschechien, Ungarn, USA, Vereinigtes Königreich. | de, en, it                       |
| Donau          | –                                                                | –                          | in Aufbau | –           | bisher kompatibles RIS-System DoRIS (Österreich) – SlovRIS (Slowakei) und Nachrichtensystem auch mit ELWIS (Deutschland)                                                                         | DoRIS, SlovRIS, ELWIS, (alle de) |
| Draugebiet     | Integrált Drávai Monitoring / Integralnog Dravskog Monitoringa   | drava ↳monitoring.eu       | 2007      | Zagreb HR   | Umweltmonitoring im Rahmen INTERREG IIIA Slowenien, Ungarn, Kroatien | hu/hr                            |
| Savegebiet     | Sava River Basin – Hydrological data                             | savacommission ↳.org/hydro | ?         | Zagreb HR   | Umweltmonitoring der International Sava River Basin Commission (Slowenien, Kroatien, Serbien, Bosnien-Herzegowina)                                                                               | en                               |
| Südosteuropa   | Regional Flash Flood Guidance System South Eastern Europe Region | FFGS SEE                   | in Aufbau | –           | Flutalarm-Netzwerk Türkei, Slowenien, Serbien, Bosnien-Herzegowina, Rumänien, Moldawien, Montenegro, Makedonien, Albanien, mit WMO, HRC, NOAA                                                    | –                                |
| Rheingebiet    | KHR-GIS / CHR-GIS                                                | …                          | 1997      | Lelystad NL | Geoinformationssystem der Internationalen Kommission für die Hydrologie des Rheingebiets (KHR / CHR): Schweiz, Österreich, Deutschland, Frankreich, Luxemburg und Niederlande                    | –                                |
| Bodensee       | Bodensee-Wasserstands-informationen                              | bodensee-hochwasser ↳.info | ?         | –           | Hochwasser-Verbund von HVZ LU Baden-Württemberg, BAFU (Schweiz) und HD Vorarlberg | de                               |